# Công nghiệp điện tử

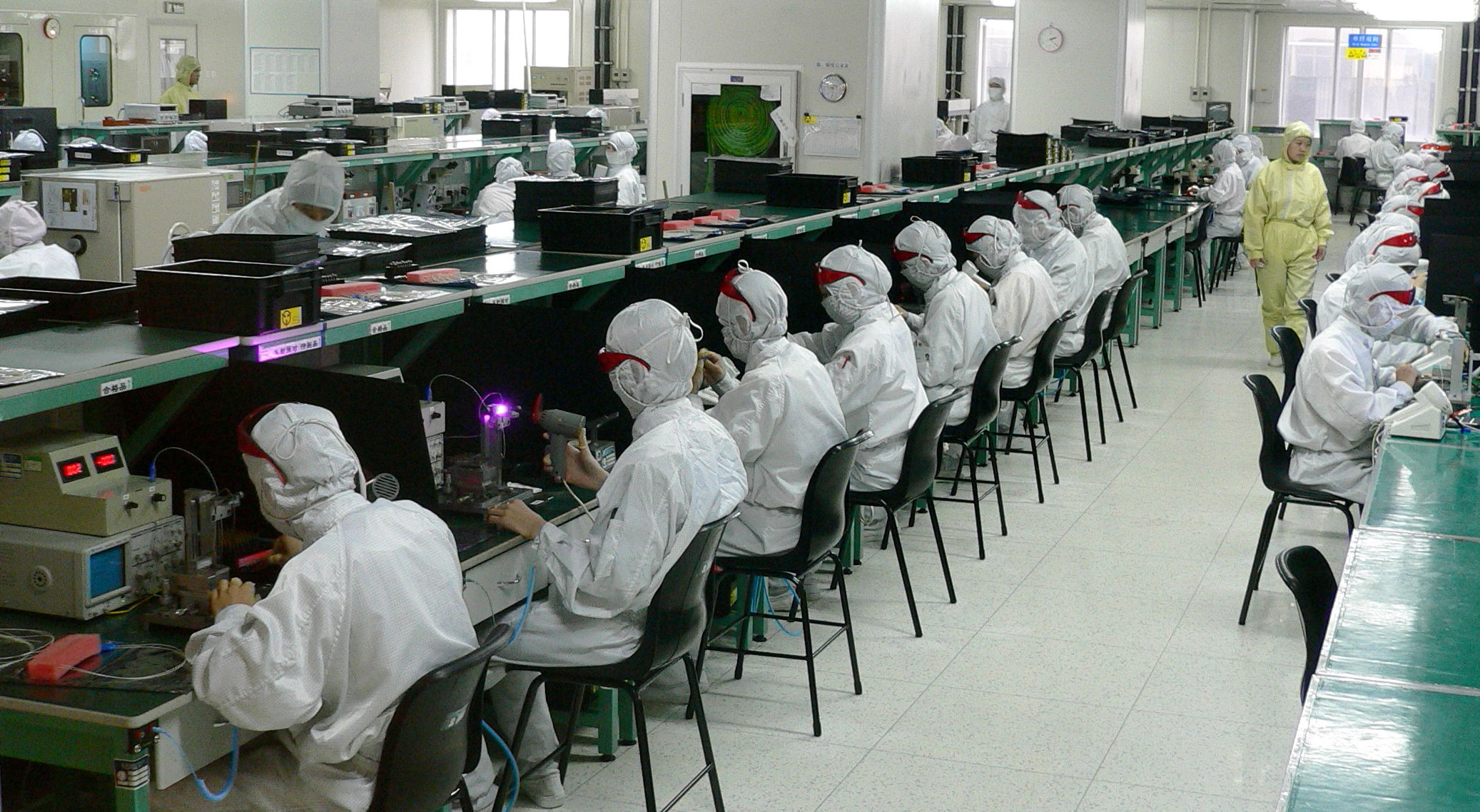
Các công nhân đang làm việc trong nhà máy điện tử ở Thâm Quyến, Trung Quốc

Ngành công nghiệp điện tử bắt đầu nổi lên trong thế kỷ 20 và hiện nay là một trong những ngành công nghiệp lớn nhất trên phạm vi toàn cầu. Xã hội đương đại đang sử dụng hàng loạt các thiết bị điện tử được tạo ra trong các nhà máy tự động hoặc bán tự động đã đưa vào sản xuất trong ngành. Các sản phẩm chủ yếu được lắp ráp từ các transistor kim loại-oxit bán dẫn (MOS) và các vi mạch tích hợp, gần đây chủ yếu nhờ kỹ thuật quang khắc và thường là trên bo mạch in.
Quy mô của ngành này cộng với việc sử dụng các vật liệu độc hại cũng như sự khó khăn trong việc tái chế đã dẫn tới một loạt các vấn đề liên quan đến phế liệu điện tử. Các quy định quốc tế và chế tài về môi trường đang được phát triển với nỗ lực giải quyết các vấn đề kể trên.
Ngành công nghiệp điện tử bao gồm rất nhiều các lĩnh vực khác nhau. Lực lượng lao động trung tâm đằng sau toàn bộ ngành công nghiệp này là lĩnh vực công nghiệp bán dẫn, với doanh thu hàng năm vượt trên 481 tỷ đô la Mỹ tính đến năm 2018. Mảng lớn nhất là thương mại điện tử, nó sản sinh ra hơn 29 nghìn tỷ đô la vào năm 2017. Linh kiện điện tử được sản xuất nhiều nhất là transistor hiệu ứng trường kim loại-oxit bán dẫn (MOSFET), phát minh năm 1959, vốn được coi là "giá đỡ" của ngành công nghiệp điện tử.

## Lịch sử
Ngành công nghiệp điện lực khởi đầu từ thế kỷ 19, kéo theo sự phát triển của các phát minh như kèn hát, máy phát radio, ống nghe điện thoại và truyền hình. Đèn điện tử chân không ban đầu được sử dụng cho các thiết bị điện tử, sau đó gần như hoàn toàn bị thay thế bởi các linh kiện bán dẫn như một công nghệ nền tảng trong ngành.

## Các lĩnh vực công nghiệp điện tử lớn nhất
| Lĩnh vực ngành nghề                                    | Doanh thu hàng năm (đô la Mỹ) | Năm  | Tham chiếu |
| ------------------------------------------------------ | ----------------------------- | ---- | ---------- |
| Thương mại điện tử B2B (Doanh nghiệp với doanh nghiệp) | 25.516.000.000.000            | 2017 | [ 3 ]      |
| Ngành công nghệ (công nghệ cao)                        | 4.800.000.000.000             | 2018 | [ 5 ]      |
| Công nghệ di động                                      | 3.900.000.000.000             | 2018 | [ 6 ]      |
| Thương mại điện tử B2C (Doanh nghiệp với khách hàng)   | 3.851.000.000.000             | 2017 | [ 3 ]      |
| Điện tử tiêu dùng (điện tử gia dụng)                   | 1.712.900.000.000             | 2016 | [ 7 ]      |
| Công nghiệp bán dẫn                                    | 481.000.000.000               | 2018 | [ 8 ]      |
| Dịch vụ truyền hình                                    | 407.700.000.000               | 2017 | [ 9 ]      |
| Điện tử công suất                                      | 218.000.000.000               | 2011 | [ 10 ]     |
| Màn hình tinh thể lỏng TFT (TFT LCD)                   | 141.000.000.000               | 2017 | [ 11 ]     |
| Video game (trò chơi điện tử)                          | 137.900.000.000               | 2018 | [ 12 ]     |
| Dịch vụ cho thuê băng đĩa hình phục vụ ngành điện ảnh  | 55.700.000.000                | 2018 | [ 13 ]     |
| Truyền phát âm nhạc (stream âm nhạc) và tải nhạc       | 11.200.000.000                | 2018 | [ a ]      |